# Turenne-Kaserne
Die Turenne-Kaserne ist ein ehemaliges Kasernengelände in Neustadt an der Weinstraße, das seit der vollständigen Sanierung als Le Quartier Hornbach gewerblich genutzt wird, vor allem von der Zentrale der Hornbach Holding, aber auch von weiteren Unternehmen.

## Geschichte

### Bau und anfängliche Nutzung

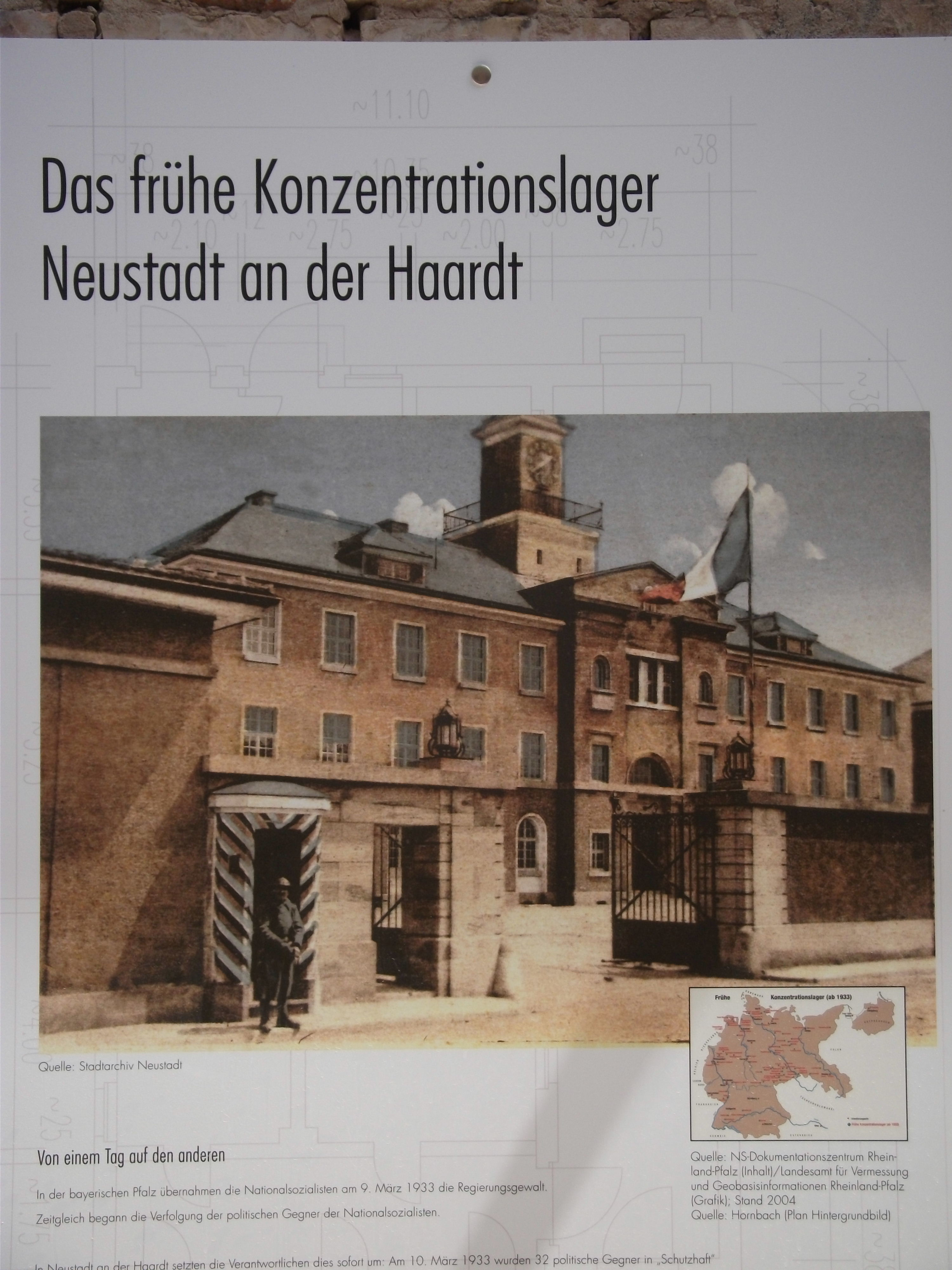
Turenne-Kaserne in den 1920er Jahren

Nach dem Ersten Weltkrieg war die Pfalz wie das gesamte deutsche Rheinland von den Alliierten besetzt. In den Jahren von 1920 bis 1923 baute die französische Besatzungsmacht im Osten von Neustadt an der Weinstraße, das bis 1935 noch Neustadt an der Haardt hieß, eine Kaserne. Sie wurde nach dem französischen Generalfeldmarschall Turenne (1611–1675) benannt. Dies geschah möglicherweise in der Absicht, die besiegten Deutschen noch weiter zu demütigen; denn 1674, während des Holländischen Kriegs, hatte das französische Heer unter Turenne die gesamte Pfalz erobert und verwüstet.
In der Turenne-Kaserne wurden ab 1919 etwa 2000 Besatzungssoldaten stationiert. Als diese Ende Juni 1930 abgezogen waren, wurde die Kaserne durch die deutsche Reichswehr übernommen, die 1935 in Wehrmacht umbenannt wurde. Von 1932 bis 1936 diente ein Teil der Kaserne als Lager für ungefähr 200 Mann des Freiwilligen Arbeitsdienstes.

### Nutzung als frühes KZ

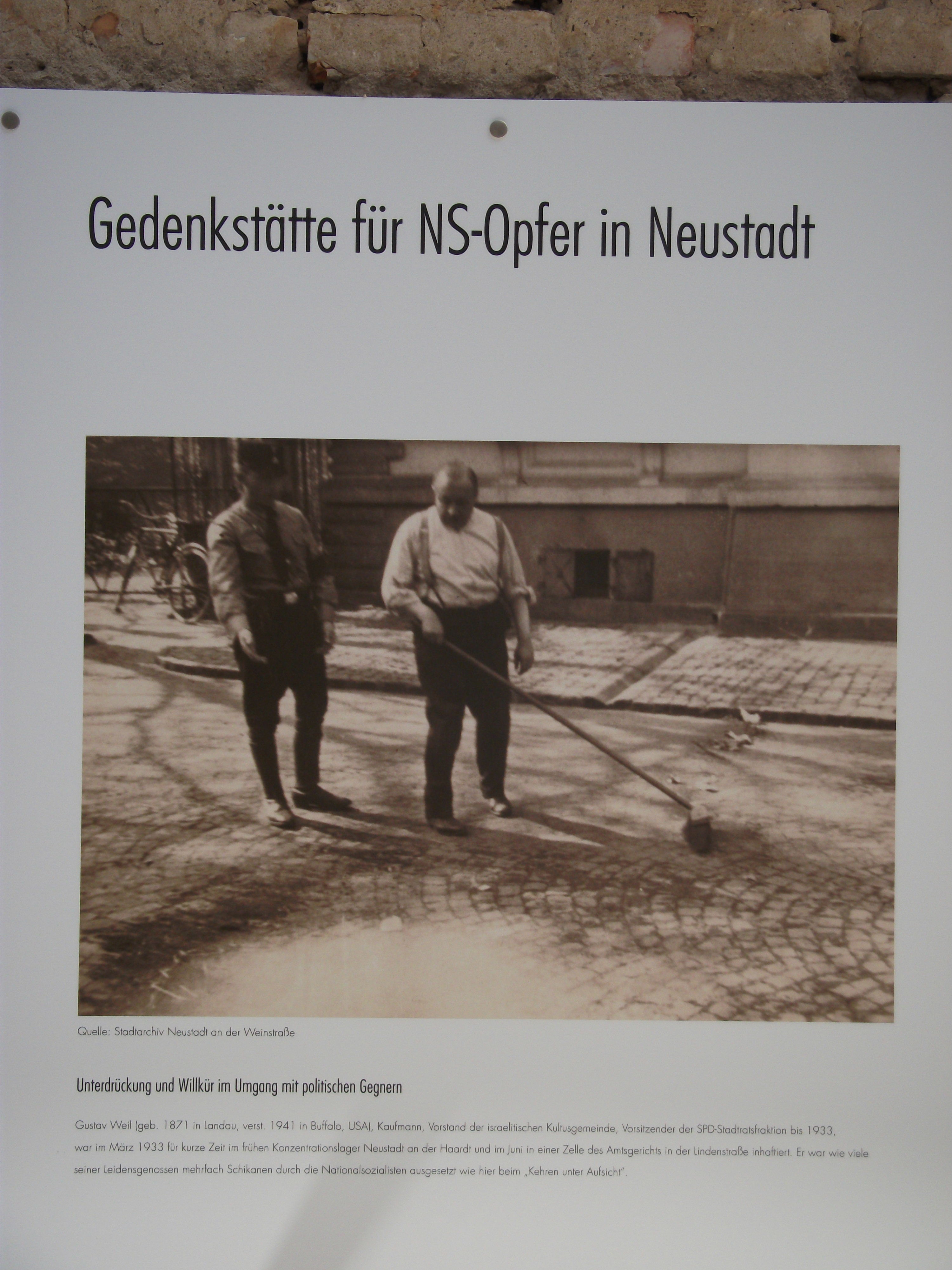
SPD-Fraktionsführer Gustav Weil (rechts) wird zum Straßenkehren gezwungen.

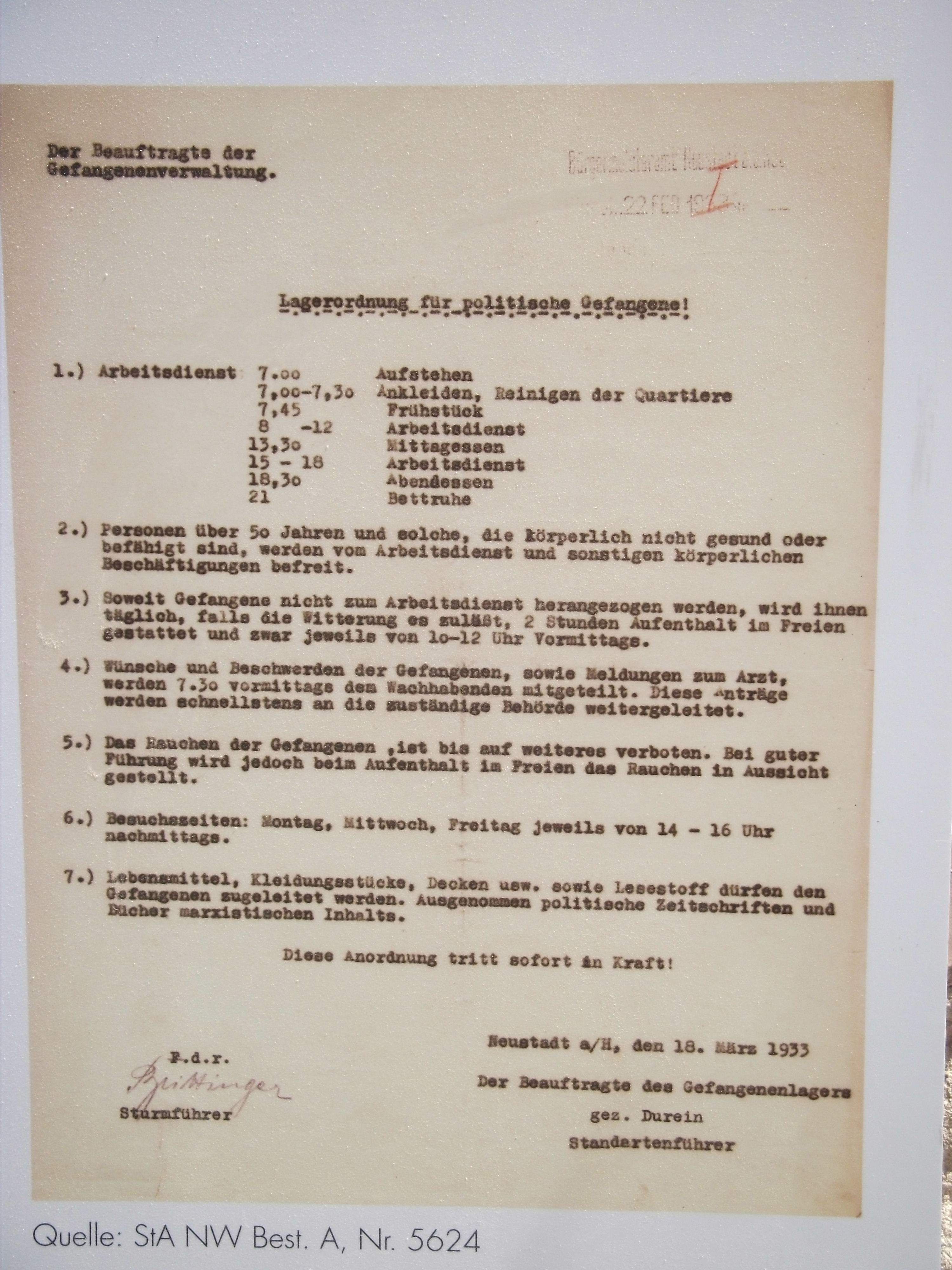
Lagerordnung von 1933

Am 10. März 1933, rund einen Monat nach der Machtergreifung, richteten die Nationalsozialisten in einem anderen Teil der Kaserne eines der sogenannten „frühen Konzentrationslager“ ein, die sie beschönigend als „Schutzhaftlager“ bezeichneten.
Kommandant war Adam Durein (* 20. September 1893 in Mechtersheim; † 14. Januar 1948 in Mainz). Dieser war am 1. November 1930 der NSDAP beigetreten (Mitgliedsnummer 400120) und am 22. September 1932 SA-Standartenführer geworden. Ein nach Ende des Zweiten Weltkriegs gegen ihn eingeleitetes Strafverfahren – der Vorwurf betraf Verbrechen gegen die Menschlichkeit und gefährliche Körperverletzung – wurde am 6. März 1950 durch das Landgericht Frankenthal wegen Todes eingestellt. Der Tod war die Spätfolge eines 1941 erlittenen Autounfalls.
Im Lager eingesperrt und von SA-Leuten bewacht und schikaniert wurden Personen, die von den Machthabern als politisch oder religiös motivierte Gegner angesehen wurden, vor allem Sozialdemokraten, Kommunisten und Gewerkschafter sowie Kirchenvertreter. Prominente Opfer waren etwa der Vorsitzende der SPD-Fraktion im Neustadter Stadtrat, Gustav Weil (1871–1941), und Oswald Damian (1889–1978), regimekritischer evangelischer Pfarrer aus Pirmasens. Ein Foto, das sich im Archiv der Stadt Neustadt befindet, zeigt Weil, der auch Vorstandsmitglied der israelitischen Kultusgemeinde war, beim erzwungenen Straßenkehren unter Bewachung.
Obwohl die allgemeine Judenverfolgung noch nicht begonnen hatte, waren unter den Inhaftierten auch Juden, außer dem vorgenannten Gustav Weil beispielsweise aus Rockenhausen die Kaufleute Otto Kahn sowie Jakob und Salomon Roelen oder aus Kaiserslautern der Arzt Hermann Samson.
Nahezu 500 Gefangene aus etwa 80 pfälzischen Gemeinden wurden im Lager festgehalten. Von ihnen waren bis in die 1990er Jahre nur etwa 350 aus 60 Gemeinden namentlich bekannt. Die am 18. März 1933 ausgehängte Lagerordnung für politische Gefangene trägt das Namenszeichen des Kommandanten Durein und ist die älteste, die aus NS-Lagern bekannt ist; sie wurde in anderen Lagern als Muster verwendet. Zu Tode kam keiner der Gefangenen, allerdings waren Folterungen üblich. Dass die dabei ausgeübte Brutalität sogar zu einem Suizidversuch führte, zeigt der Fall des 24-jährigen Häftlings Hermann Zahm (* 17. Januar 1909 in Neustadt; † 11. Dezember 1983 in Erlangen), eines Schriftsetzers aus Neustadt, der als Mitglied der SPD und des Reichsbanners eingesperrt war. Näheres kann im Artikel über Lagerkommandant Durein nachgelesen werden.
Das Lager wurde im Juni 1933 geräumt. Ein Teil der Gefangenen wurde entlassen, die übrigen wurden auf Amts- und Landesgefängnisse verteilt.

### Nutzung ab 1934
Von 1934 bis 1936 wurden in der Kaserne Personen untergebracht, die wegen Mietschulden obdachlos geworden waren. Von 1936 an bis zum Ende des Zweiten Weltkriegs war dort eine Nachrichtenabteilung der Wehrmacht stationiert. 1945 fanden für kurze Zeit ehemalige Zwangsarbeiter in der Kaserne Unterkunft, ehe die Anlage wieder – bis 1992 – von Frankreich militärisch genutzt wurde.
Ab 1993 wohnten in den Gebäuden Asylbewerber, ab 1995 bosnische Kriegsflüchtlinge, bis das Areal im Januar 2000 als Gesamtanlage unter Schutz gestellt und im Juni des gleichen Jahres durch die Firmengruppe Hornbach erworben und anschließend saniert wurde. Der heutige Name ist Le Quartier Hornbach 5–23.